# San Pelayo (Kolumbien)
San Pelayo ist eine Gemeinde (municipio) im Departamento de Córdoba in Kolumbien.

## Geographie
San Pelayo liegt im Norden der Subregion Sinú Medio im Departamento de Córdoba auf einer Höhe von 8 bis 235 m ü. NN, 30 km von Montería entfernt. Das Gebiet der Gemeinde wird vom Río Sinú durchflossen und hat Anteile an den Ausläufern der Serranía de Abibe, einem nördlichen Ausläufer der Westkordillere der Anden. Die Gemeinde grenzt im Norden an Santa Cruz de Lorica und Cotorra, im Osten an Chimá und Ciénaga de Oro, im Süden an Cereté und Montería und im Westen an Puerto Escondido.

## Bevölkerung
Die Gemeinde San Pelayo hat 45.396 Einwohner, von denen 8659 im städtischen Teil (cabecera municipal) der Gemeinde leben (Stand: 2019).

## Geschichte
Auf dem Gebiet des heutigen San Pelayo bestand vor der Ankunft der Spanier eine indigene Siedlung mit dem Namen Cacagual. Der moderne Ort wurde 1772 von Antonio De la Torre y Miranda gegründet. Seit 1923 hat San Pelayo den Status einer Gemeinde.

## Kultur
In San Pelayo findet seit 1977 das Festival Nacional del Porro statt, bei dem sich ein Mal im Jahr Gruppen der Porro-Musik treffen. Der Porro ist ein Musikstil, der an der kolumbianischen Karibikküste verbreitet ist. Ein wichtiger Teil des Festivals sind auch die Tanzvorführungen.

## Wirtschaft
Die wichtigsten Wirtschaftszweige von San Pelayo sind die Landwirtschaft und hier vor allem die Rinderproduktion, wobei die Wirtschaft nicht sehr gut entwickelt ist und die Produktion fast ausschließlich für den regionalen Markt bestimmt ist.

## Einzelnachweise

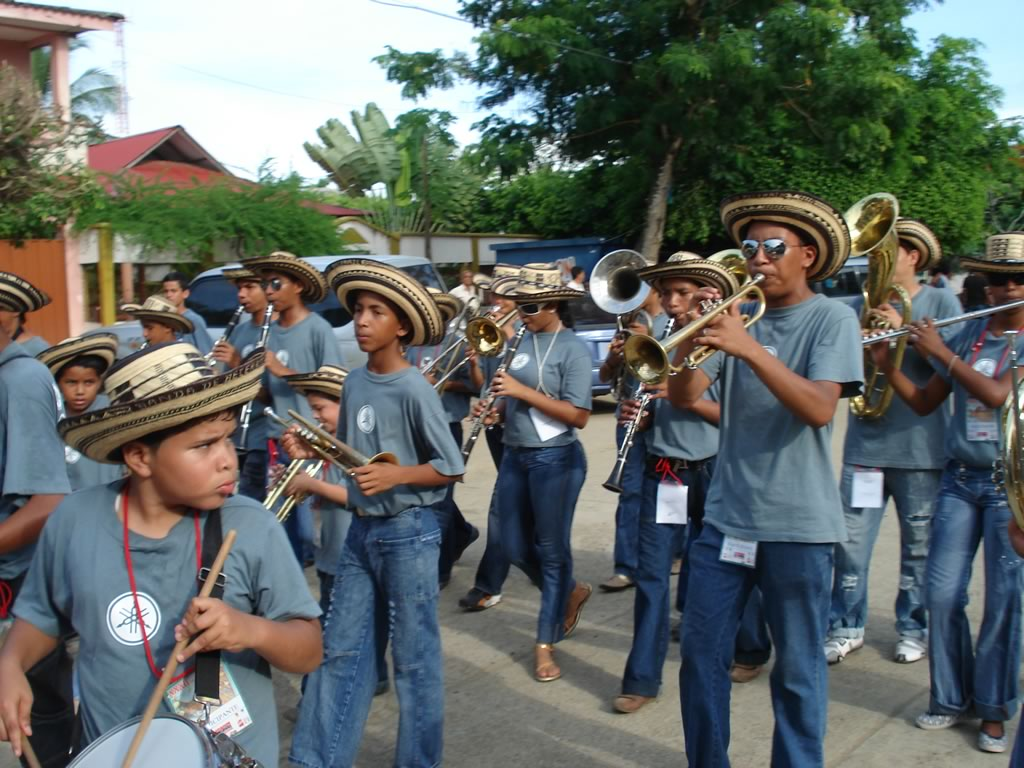
Porro-Festival